# Камелот (фильм)
«Камело́т» — американский фильм-мюзикл 1967 года на сюжет артуровских легенд, снятый по мотивам одноимённого мюзикла, игравшегося на Бродвее в 1960—1963 годах и выдержавшего 873 представления. Оригинальный состав состоял из Ричарда Бартона (король) и Джулии Эндрюс (королева) — они оба отказались сниматься в фильме. В английской версии мюзикла (1964) роль Феи Морганы играла Мойра Ширер. В основе мюзикла лежит тетралогия Теренса Уайта «Король былого и грядущего».

## Сюжет
Фильм рассказывает историю любви между королем Артуром и Гвиневрой. Король создал Рыцарей Круглого Стола, высокого рыцарского ордена, в котором каждый был наполнен желанием помочь угнетённым. Французский рыцарь Ланселот дю Лак присоединился к этому ордену и вскоре стал самым знаменитым из всех рыцарей. В итоге Гвиневер влюбилась в Ланселота и вызвала череду конфликтов в королевстве, в которых Мордред пытался взять власть себе.

## В ролях
- Король Артур — Ричард Харрис
- Гвиневра — Ванесса Редгрейв
- Ланселот — Франко Неро
- Мордред — Дэвид Хеммингс
- Мерлин — Лоуренс Нэйсмит
- Пелинор — Лайонел Джеффрис
- Леди Кларинда — Эстель Уинвуд

## Награды
5 номинаций и 3 премии «Оскар»:
- Лучший арт-директор
- Лучшие костюмы
- Лучшая музыка

Также 3 «Золотых глобуса», в том числе Ричарду Харрису за лучшую мужскую роль.

## Песни
Музыка Фредерик Лёв, слова Алан Джей Лёрнер:
1. I Wonder What The King Is Doing Tonight
2. The Simple Joys Of Maidenhood
3. Camelot
4. C’est Moi
5. The Lusty Month Of May
6. Then You May Take Me To The Fair
7. How to Handle A Woman
8. If Ever I Would Leave You
9. What Do The Simple Folk Do?
10. Follow Me
11. I Loved You Once In Silence
12. Guenevere
13. Finale: Camelot